# Адамсвилер
Адамсвилер (фр. Adamswiller) насеље је и општина у источној Француској у региону Алзас, у департману Доња Рајна која припада префектури Саверн.
По подацима из 2011. године у општини је живело 401 становника, а густина насељености је износила 117,94 становника/km². Општина се простире на површини од 3,4 km². Налази се на средњој надморској висини од 275 метара (максималној 303 m, а минималној 234 m).

## Демографија
| 1962. | 1968. | 1975. | 1982. | 1990. | 1999. | 2011. |
| ----- | ----- | ----- | ----- | ----- | ----- | ----- |
| 406   | 427   | 429   | 460   | 469   | 459   | 401   |

График промене броја становника у току последњих година